# 清水博 (科学者)
清水 博（しみず ひろし、1932年 - ）は、日本の科学者。東京大学名誉教授、NPO法人「場の研究所」所長。薬学博士。専門は、生命科学、場所論、生体物性。諸学の統合的視点から生命を解明するバイオホロニクス（生命関係学）の研究に取り組んでいる。

## 人物・来歴
1932年愛知県瀬戸市生まれ。愛知県立瀬戸高等学校を経て、1956年東京大学医学部薬学科卒業。同大学院化学系研究科修了。九州大学理学部教授、東京大学薬学部教授などを歴任。1993年、東京大学を退官し、金沢工業大学情報工学科教授。2004年「場の研究所」を設立し所長。
ネズミの小脳の培養で脳細胞の分化過程の観察に世界で初めて成功し、バイオホロニクス理論の精緻化も成し遂げた。

## 著書

### 単著
- 『生命を捉えなおす――生きている状態とは何か』(中央公論社 中公新書, 1978年)
- 『生命知としての場の論理――柳生新陰流に見る共創の理』(中央公論社 中公新書, 1996年)
- 『生命と場所――創造する生命の原理』（新装版, NTT出版, 1999年）
- 『場の思想』（東京大学出版会, 2003年 新装版(UPコレクション), 2014年）
- 『コペルニクスの鏡』（平凡社, 2012年）
- 『<いのち>の普遍学』（春秋社, 2013年）
- 『〈いのち〉の自己組織――共に生きていく原理に向かって』（東京大学出版会, 2016年）

### 共著
- （北川敏男）『生命現象の情報理論』（学習研究社, 1973年）
- （餌取章男）『生命に情報をよむ――バイオホロニクスがえがく新しい情報像』（三田出版会, 1986年）
- （前川正雄）『競争から共創へ――場所主義経済の設計』（岩波書店, 1998年）
- （三輪敬之・久米是志・三宅美博）『場と共創』（NTT出版, 2000年）

### 共編著
- （石井威望・小林登・村上陽一郎）『ヒューマンサイエンス』（全5巻, 中山書店, 1984年）
- （河合隼雄・谷泰・中村雄二郎）『岩波講座 宗教と科学』（全10巻+別巻2, 岩波書店, 1993年）